# Cordão de orações Anglicano
O cordão de oração anglicano, também conhecido como rosário anglicano ou terço anglicano, é um laço de contas amarradas usadas principalmente pelos anglicanos na Comunhão Anglicana, bem como pelos comunicantes no Movimento Anglicano contínuo. Os cordões de oração anglicanos foram desenvolvidos na última parte do século 20 na Diocese Episcopal do Texas e essa devoção anglicana se espalhou para outras denominações cristãs, incluindo metodistas e reformados; como tal, também são chamados cordões de oração protestante.

## Contas
Os conjuntos de contas de oração anglicanas consistem em trinta e três contas divididas em grupos. Existem quatro grupos que consistem em sete contas com contas separadas e maiores adicionais que separam os grupos. O número trinta e três significa o número de anos que Cristo viveu na Terra, enquanto o número sete significa plenitude ou completude na fé, nos dias da criação e nas estações do ano da Igreja .

## Agrupamentos
Os agrupamentos são chamados de "semanas", em contraste com o rosário dominicano, que usa cinco grupos de dez contas chamadas de "décadas". As contas entre elas são geralmente maiores que as contas de "semanas" e são chamadas contas "cruciformes". Quando o laço de contas é aberto em uma forma circular, essas contas particulares formam os pontos de uma cruz dentro do círculo do conjunto, daí o termo "cruciforme". Depois da cruz nos conjuntos de contas de oração anglicanas, uma única conta denominada conta "convidativa", totalizando trinta e três. As contas utilizadas são feitas de uma variedade de materiais, como pedras preciosas, madeira, vidro colorido ou até sementes secas e pintadas.
Os conjuntos de contas de oração anglicanas são feitos com uma variedade de cruzes ou, ocasionalmente, crucifixos. A cruz celta e a cruz de San Damiano são duas que são frequentemente usadas.

## Oração

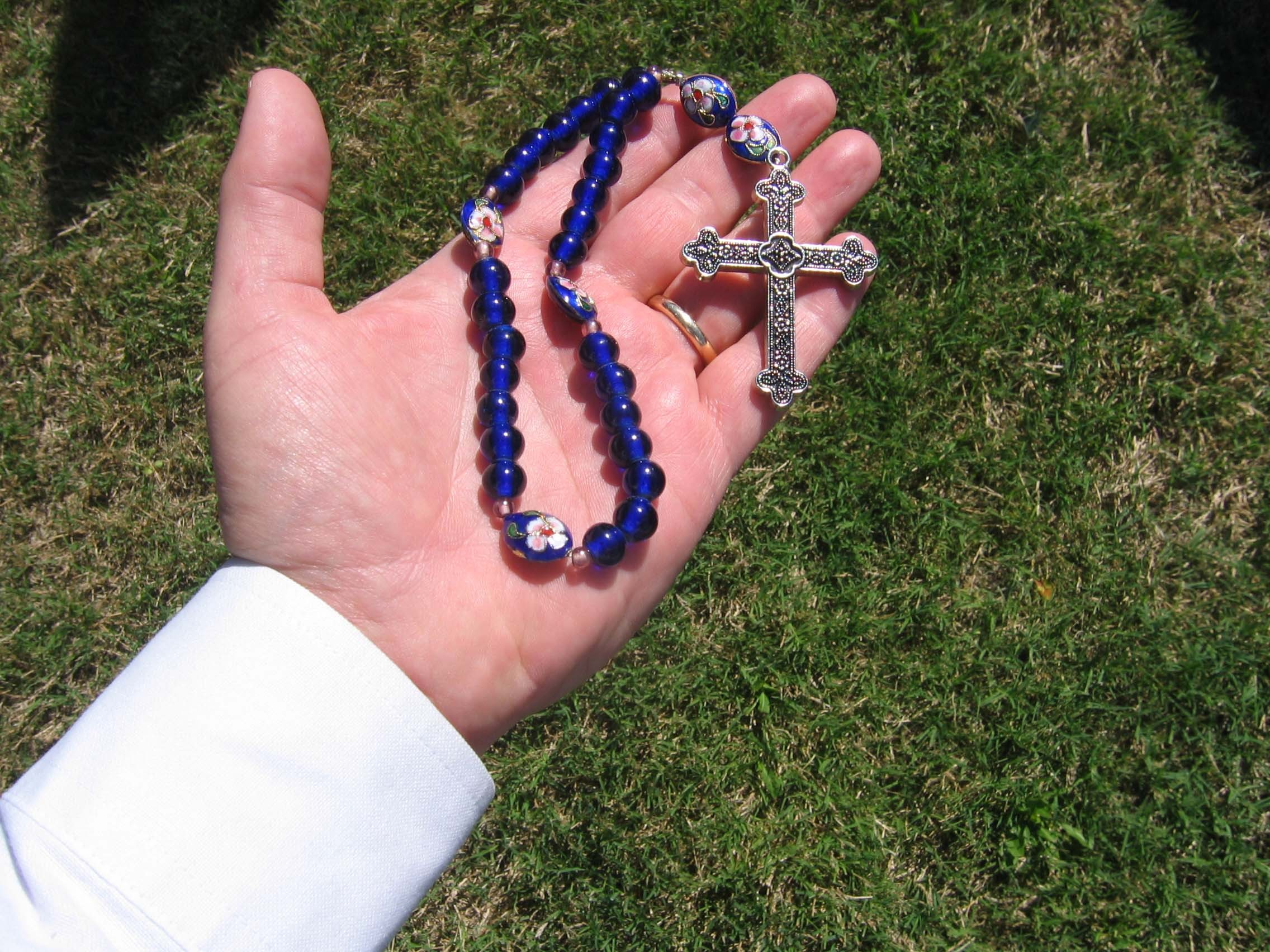
Cordão Anglicano de Orações

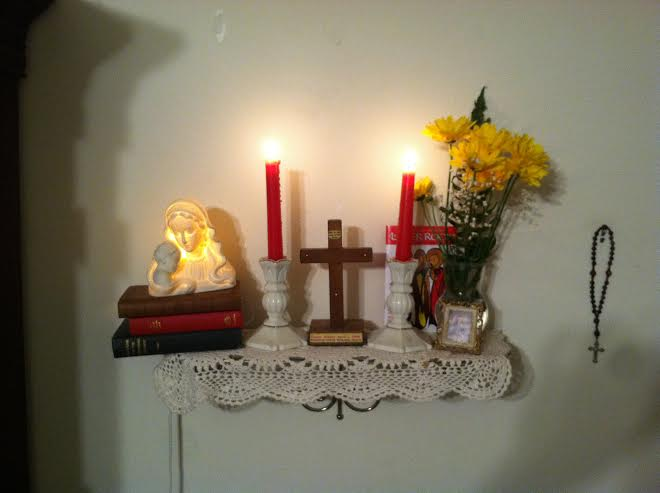
Terço anglicano ao lado de um altar caseiro.

Ao contrário do rosário dominicano usado pelos católicos romanos e anglo-católicos, que se concentra nos eventos pertinentes da vida de Cristo e pede à Virgem Maria que ore por suas intenções, as contas de oração anglicanas são mais frequentemente usadas como uma ajuda tátil à oração e dispositivo de contagem. O conjunto anglicano padrão consiste no seguinte padrão, começando com a cruz , seguido pelo cordão invitatório e, posteriormente, o primeiro cordão cruciforme , movendo-se para a direita, através do primeiro conjunto de sete cordas para o próximo cordão cruciforme, continuando ao redor do círculo. Ele ou ela pode concluir dizendo a Oração do Senhor na conta do convite ou uma oração final na cruz, como nos exemplos abaixo. O círculo inteiro pode ser realizado três vezes, o que significa a Santíssima Trindade .
- A Cruz

Em nome de Deus, Pai, Filho e Espírito Santo. Amém.
- O Invitatório

Ó Deus, apresse-se para me salvar (nós),
ó Senhor , apresse-se para me ajudar (nós),
Glória ao Pai, e ao Filho, e ao Espírito Santo: Como era no princípio, é agora, e será para sempre. Amém.
- Os Cruciformes

Santo Deus,
Santo e Poderoso,
Santo Imortal,
tende piedade de mim (nós).
- As Semanas

Senhor Jesus Cristo, Filho de Deus,
tende piedade de mim, pecador.
- Oração do Senhor

Pai nosso, que estás nos céus,
santificado seja o teu nome,
venha o teu reino, seja feita a tua vontade, tanto
na terra como no céu.
O pão nosso de cada dia nos dai hoje.
E perdoa-nos as nossas transgressões, assim
como perdoamos aqueles que transgridem contra nós.
E não nos deixe cair em tentação,
mas nos livre do mal.
Pois teu é o reino,
e o poder, e a glória,
para todo o sempre. Amém.
- A cruz

abençoo o Senhor.
(Vamos abençoar o Senhor,
graças a Deus.)